# Намакалатус
Намакалатус (лат. Namacalathus) — вымерший род животных неясного систематического положения. Известен по окаменелостям в породах возрастом 550—542 млн лет (конец эдиакарского периода). Описан один вид, Namacalathus hermanastes, но некоторые учёные считают, что их было больше. Один из немногих скелетных организмов эдиакарского периода, предположительно имевший шипы на поверхности тела.
Наряду с Namapoikia и Cloudina эти организмы являются самыми древними известными многоклеточными животными с кальцифицированным скелетом (более характерным для животных, появившихся позднее, в раннем кембрии). 
В 2021 году группа исследователей сообщила о первом трёхмерном пиритизированном сохранении мягких тканей у Namacalathus hermanastes из группы Нама (Намибия) и оценила последствия этой находки для выяснения родственных связей этого животного. Группа предполагает, что это существо является предком лофотрохозойных животных.

## Название
Родовое название образовано от «Nama» — название группы геологических формаций в Намибии, где впервые найдены останки этих существ, и греч. κάλαθος (kalathos) — «корзина с маленьким дном» (в латинском языке — «кубок для вина»). Видовое название hermanastes происходит от греч. ἕρμα (herma) — «подводная скала, риф» и νάστης (nastes) — «житель».

## Обнаружение
Известно только пять случаев обнаружения намакалатуса (Намибия, Канада, Оман, Сибирь, Парагвай), все они найдены в рядом с окаменелостями Cloudina.
Среди окаменелостей позднего докембрия в группе Нама, Намибия, намакалатус значительно превосходят[прояснить] клоудины и другие плохо сохранившиеся таксоны и ихнофоссилии (окаменелые следы), найденные в формации. 
Намакалатус встречается в экосистеме строматолитовых рифов, в которой доминировали бактерии и водоросли. Вероятно, он был бентосным организмом и, возможно, прикреплялся ко дну или к макроскопическим водорослям. В породах, образованных такими рифами, и находят окаменелости этого существа.

## Экология
Намакалатус был экологическим универсалом, способным колонизировать самые разные места, приспосабливая свой размер к местным условиям.

## Место в биологической классификации
Место намакалатуса в системе органического мира неясно. Некоторые исследователи указывают на то, что по плану строения он напоминает книдарий, а некоторые на основе изучения микроструктуры сближают его со Lophotrochozoa. Есть и предположение, что он может быть раковинной амёбой или каким-либо другим простейшим.
Благодаря находкам конца 2010-х годов ряд исследователей считают намакалатуса представителем предковой группы организмов, от которых произошли брахиоподы и мшанки.

## Описание
Форму намакалатуса реконструировали на компьютере исходя из большого количества серий ультратонких срезов камня. Отдельный экземпляр состоит из чашечки и стебелька. Чашечка в дополнение к «верхнему» отверстию имеет 6 или 7 отверстий в стенке. Все отверстия круглые и имеют близкий размер, их края несколько загнуты внутрь, так же на чашечке располагаются щупальца размером примерно 1 к 10 от размера самой чашечки. С «нижней» стороны к чашечке присоединяется полый стебелёк, открытый с обоих концов (на одном конце — в полость чашечки). По всему периметру стебелька были шипы, предположительно предназначавшиеся для охоты.
У N. hermanastes из Намибии размер чашечки варьирует от 2 до 25 мм. Отношение её максимального диаметра к высоте лежит в пределах 0,8—1,5. Стенки чашечки и стебелька имеют толщину около 0,1 мм. Толщина стебелька составляет 1—2 мм, длина — до 30 мм. Находки из Сибири имеют на порядок меньший размер и поэтому рассматриваются некоторыми учеными как отдельный вид, но он не был описан и назван и его признают не все.
Клеточного строения у останков Namacalathus не видно. Состоят они (в породах группы Nama) из кальцита. Некоторые признаки указывают на то, что при жизни организма их состав был таким же, и, кроме того, они были покрыты органическими веществами. Изредка в этих останках сохраняется существенное количество органики. По мнению некоторых, но не всех, исследователей, при жизни существо было гибким.
Сибирские образцы из скважины "Восток-3" были обозначены как новые виды, поскольку они, в отличие от типового вида N. hermanastes, имеют значительно меньший размер. У большинства образцов видны участки перфорированной чашечки диаметром от 110 до 230 мкм; у одного образца (с чашечкой 120 мкм в поперечнике) имеется ножка (30 мкм в диаметре). Толщина стенок чашечки составляет 10 мкм.
В 2017 году были найдены остатки намакалатусов хорошей сохранности. Они имели сложный скелет, петлевидный кишечник и ряд других органов.  Также у него были каналы с чувствительными клетками, пронизывающие шипы на поверхности скелета, несколько лопастей со щупальцами, а также тонкая органическая выстилка поверхности скелета. Из верхнего отверстия скелета, вероятно, выдвигались реснитчатые щупальца, а боковые отверстия служили для выхода половых клеток или оплодотворенных яиц.

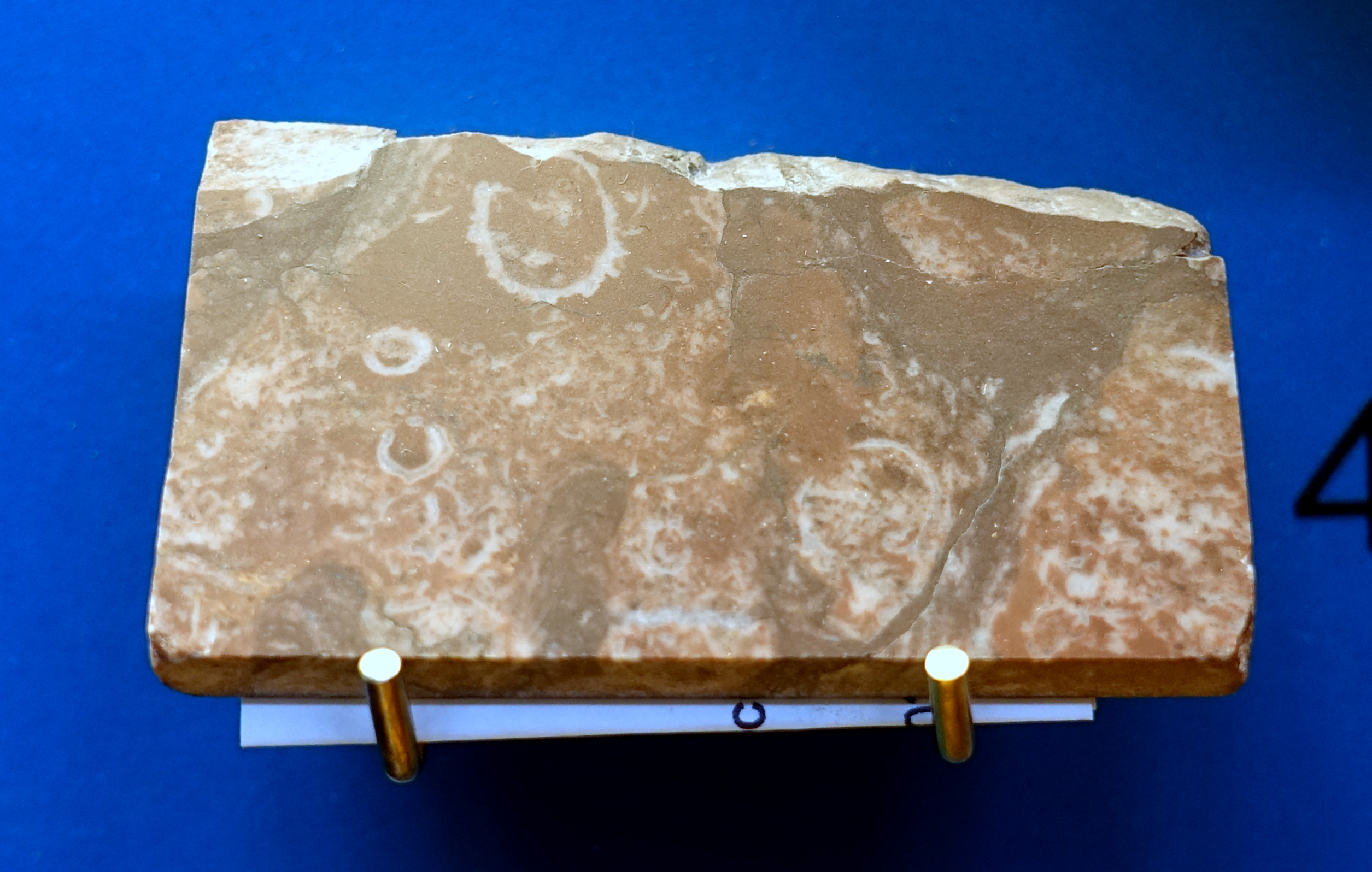
Намакалатус и клаудина в канадском образце известняка возрастом 545 млн лет. Музей Редпасс, Монреаль. Объект DSC07920

Считается, что скелет состоял из высокомагниевого кальцита.

## Распространение и время жизни
Намакалатус всегда встречается вместе с клаудинами и в некоторых геологических формациях является массовым организмом: из местонахождения в Намибии на момент описания (2000) было известно больше 1000 экземпляров, причем клаудины там встречаются намного реже. Впоследствии оказалось, что Namacalathus сопутствует клаудинам везде, где во времена их жизни было море с известковыми грунтами на дне. На 2012 год он известен из Намибии, Канады, Омана и Сибири (Томская область), а по некоторым данным — и из Испании. Выяснилось, что к этому роду относятся и некоторые из находок, которые раньше относили к клаудинам, считая морфологические отличия следствием деформаций.
Намакалатус и клаудины — руководящие ископаемые для верхнего эдиакария: их ассоциация надёжно указывает именно на такой возраст пород. Их вымирание хорошо совпадает по времени с непродолжительным, но сильным падением концентрации углерода-13 на границе эдиакария и кембрия. Произошло это, по данным уран-свинцового датирования, 542,0 ± 0,3 млн лет назад.